# Chaoyang (Kreis)
Der Kreis Chaoyang (chinesisch 朝阳县, Pinyin Cháoyáng Xiàn) ist ein chinesischer Kreis, der zum Verwaltungsgebiet der bezirksfreien Stadt Chaoyang im Westen der Provinz Liaoning gehört. Er hat eine Fläche von 3.768 km² und zählt 404.460 Einwohner (Stand: Zensus 2020).